# Athy
Athy (forma anglicizzata, AFI: /əˈθaɪ/) o Baile Átha Í (in irlandese) è un centro abitato della contea di Kildare, in Irlanda, situato sulla corvengenza del fiume Barrow e del Grand Canal, a 72 chilometri di distanza da Dublino.
Il villaggio prende il nome da un condottiero del II secolo d.C. che fu ucciso mentre attraversava il fiume: il nome gaelico significa "il villaggio del guado di Ae".
Il villaggio è citato nella celebre canzone tradizionale irlandese Johnny I Hardly Knew Ye.

## Note

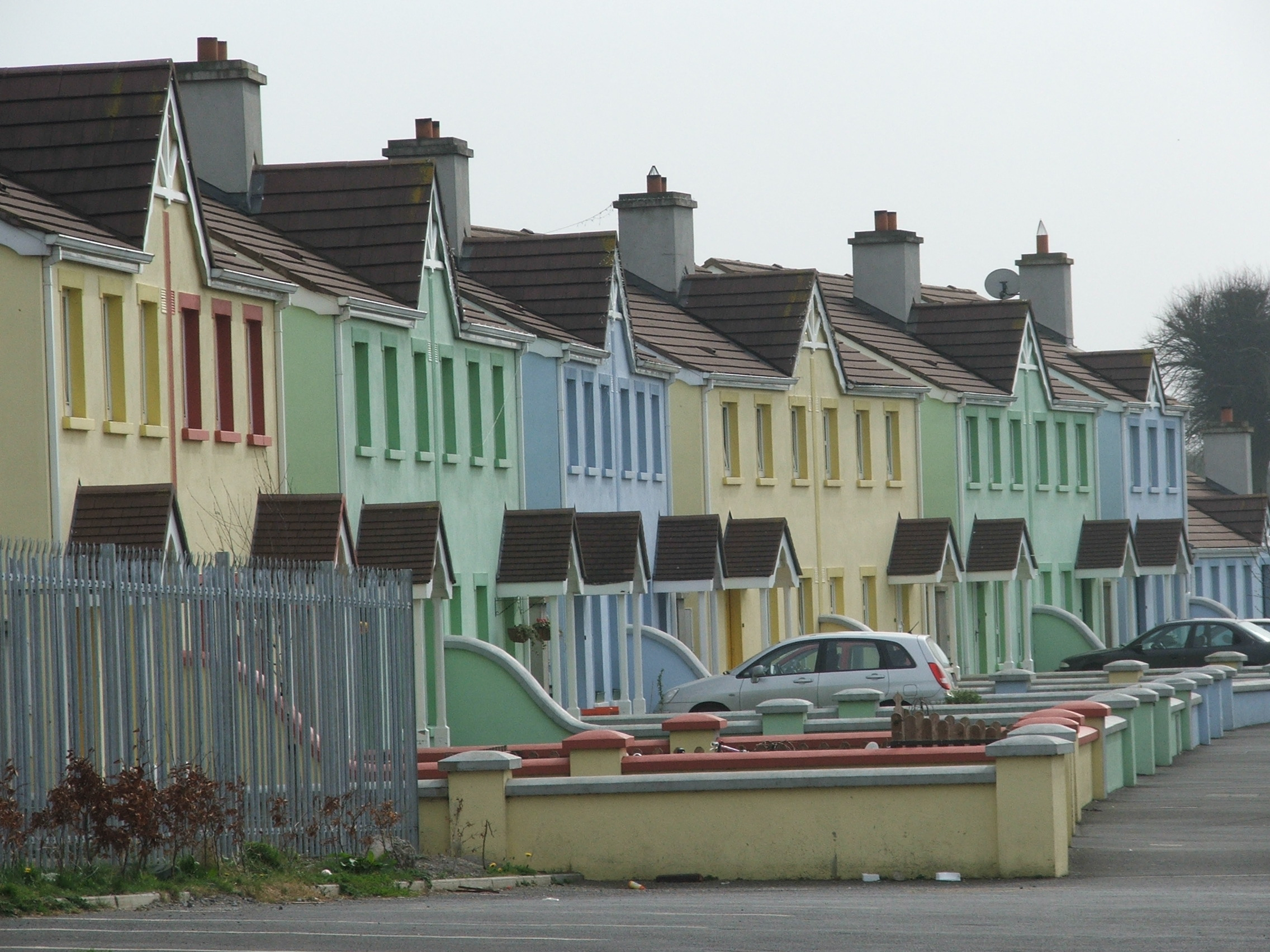
Athy